# Saulges
Saulges este o comună în departamentul Mayenne, Franța. În 2009 avea o populație de 312 de locuitori.
Satul, construit pe marginea unui defileu săpat de râul Erve, este cuibărit între stânci înalte de douăzeci și cinci de metri. Mai jos, cursul de apă a modelat o importantă rețea de peșteri.

## Monumente și locuri de interes
- Biserica Saint-Pierre din Saulges⁠(d) (secolul al VII-lea)
- Oratoriul Saint-Céneré⁠ (secolul al VII-lea)

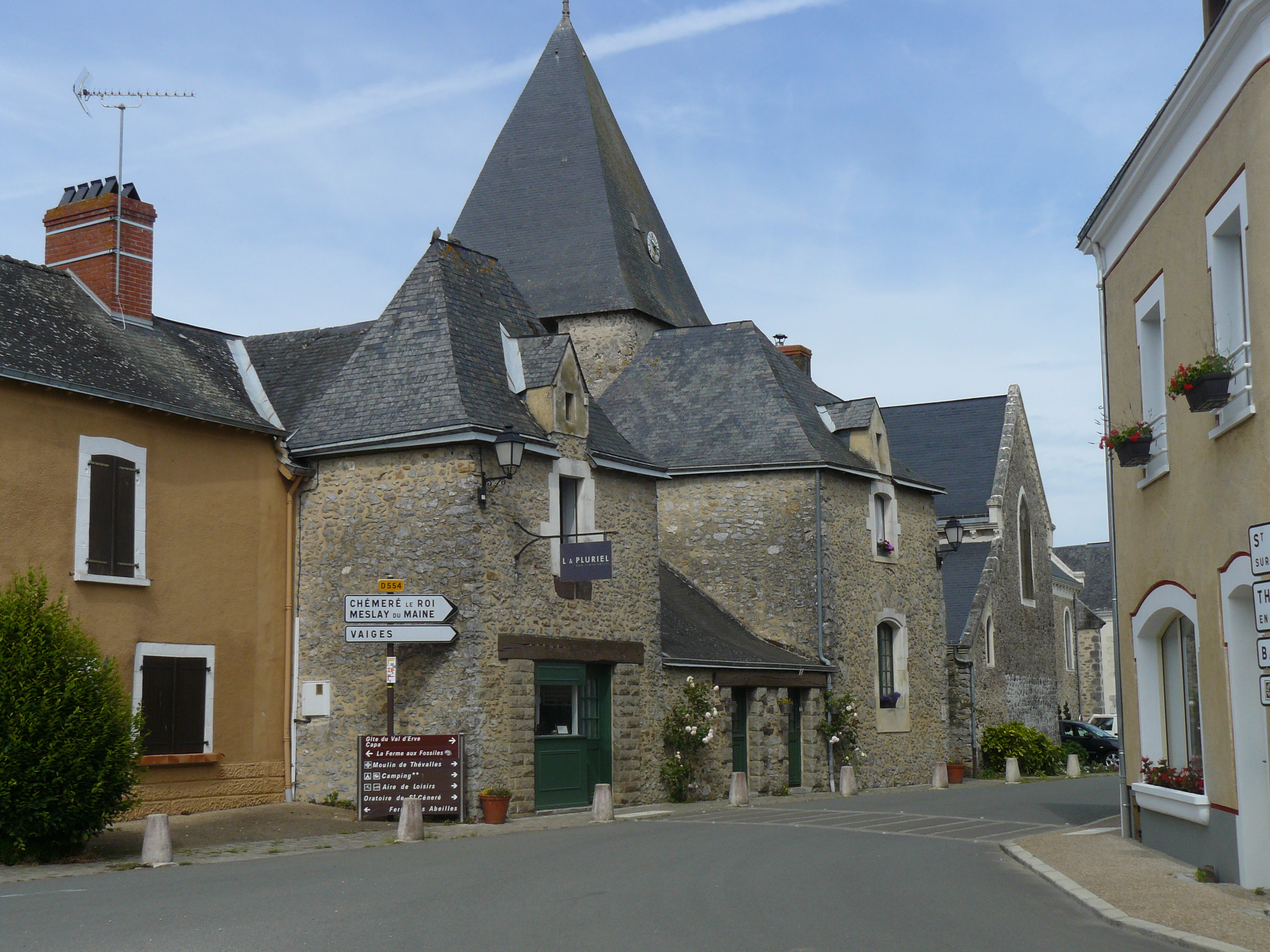
La Vieux Logis, cea mai emblematică casă din Saulges.

- Peșterile din Saulges⁠(d)